# Congriscus maldivensis
Congriscus maldivensis és una espècie de peix pertanyent a la família dels còngrids.

## Descripció
- Pot arribar a fer 35,2 cm de llargària màxima.[3][4]

## Hàbitat
És un peix marí i batidemersal que viu entre 354 i 820 m de fondària.

## Distribució geogràfica
Es troba a prop de les illes Filipines, les illes Maldives, Madagascar, Austràlia, Nova Caledònia, Vanuatu, Fiji i Wallis i Futuna.

## Observacions
És inofensiu per als humans.